# Hoven Droven
Hoven Droven är ett svensk folkrockband från Jämtland, bildat 1989, som kombinerar folkmusik med modern rock till en säregen folkrock.

## Namnet
Namnet Hoven Droven är jämtska, och betyder ungefär "huller om buller", "hur som helst",  eller "allt möjligt".

## Medlemmar
- Bo Lindberg – gitarr
- Björn Höglund – trummor,  slagverk
- Kjell-Erik Eriksson – fiol
- Pedro Blom – bas
- Jens Comén – saxofoner

## Diskografi
- 1994 – Hia-Hia
- 1996 – Grov
- 1999 – More Happy Moments with Hoven Droven
- 2001 – Hippa
- 2004 – Turbo
- 2006 – Jumping at the Cedar
- 2011 – Rost
- 2021 – Trad

## Bilder

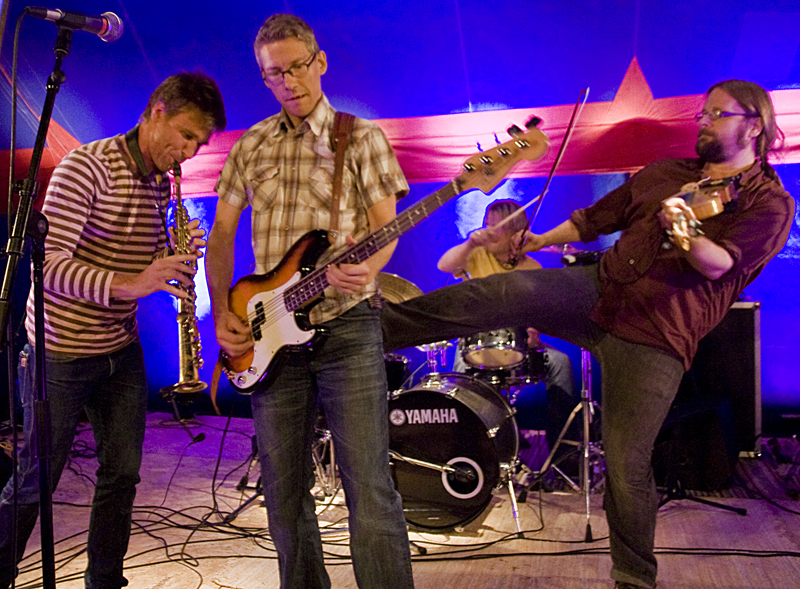
Backafestivalen i Skåne 2008.
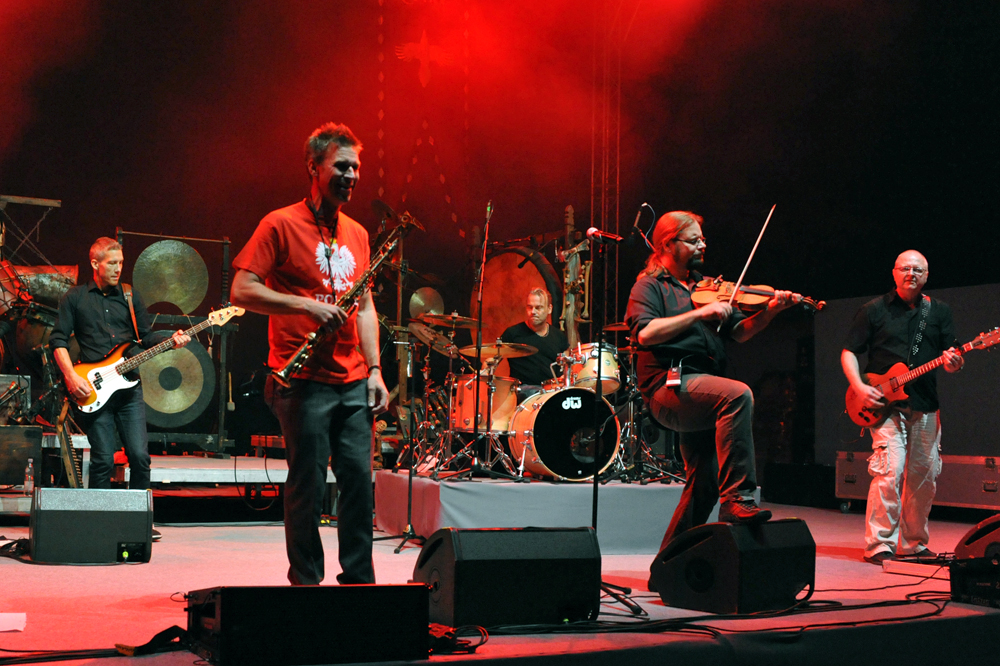
Kulturkorsning, festival i Warszawa 2011.
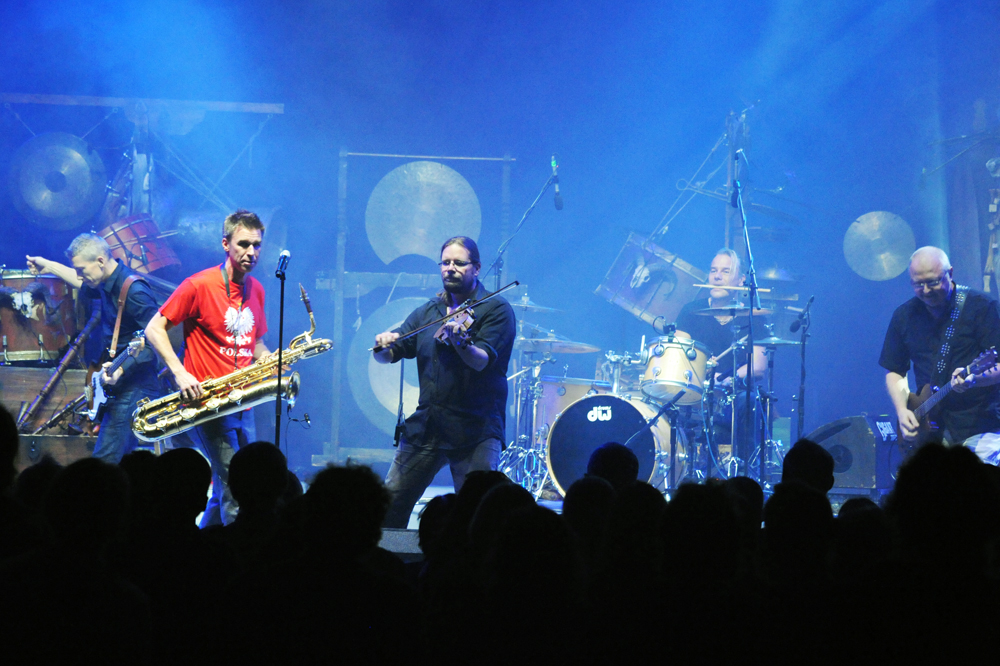
Kulturkorsning, festival i Warszawa 2011.